# Polypedates subansiriensis
Polypedates subansiriensis es una especie de anfibio anuro de la familia Rhacophoridae.

## Distribución geográfica
Esta especie es endémica del estado de Arunachal Pradesh en la India. Se encuentra en el distrito de Lower Subansiri, a unos 1550 m sobre el nivel del mar.

## Etimología
El nombre de la especie está compuesto de subansiri y del sufijo latino -ensis que significa "que vive, que habita", y le fue dado en referencia al lugar de su descubrimiento, el distrito de Lower Subansiri.

## Publicación original
- Mathew & Sen, 2009 : Studies on little known amphibian species of north east India. Records of the Zoological Survey of India, Occasional Paper, n.º 293, p. 1-64.